# Jaworzyński Przysłop
Der Jaworzyński Przysłop ist ein Berg in der polnischen Westtatra mit 1269 Metern Höhe. Er liegt auf dem Gemeindegebiet von Kościelisko.

## Lage und Umgebung
Der Jaworzyński Przysłop liegt in der polnischen Tatra zwischen den Tälern Dolina Długa und dem Tal Głębowiec, zwei Seitentälern des Haupttals Dolina Chochołowska.

## Tourismus
Auf den Gipfel führen keine markierten Wanderwege. Der Gipfel ist jedoch von den umliegenden Tälern gut einsehbar.
Als Ausgangspunkt für eine Besteigung der Wanderwege um den Gipfel eignen sich die Ornak-Hütte und die Chochołowska-Hütte.

## Belege
- Zofia Radwańska-Paryska, Witold Henryk Paryski, Wielka encyklopedia tatrzańska, Poronin, Wyd. Górskie, 2004, ISBN 83-7104-009-1.
- Tatry Wysokie słowackie i polskie. Mapa turystyczna 1:25.000, Warszawa, 2005/06, Polkart, ISBN 83-87873-26-8.

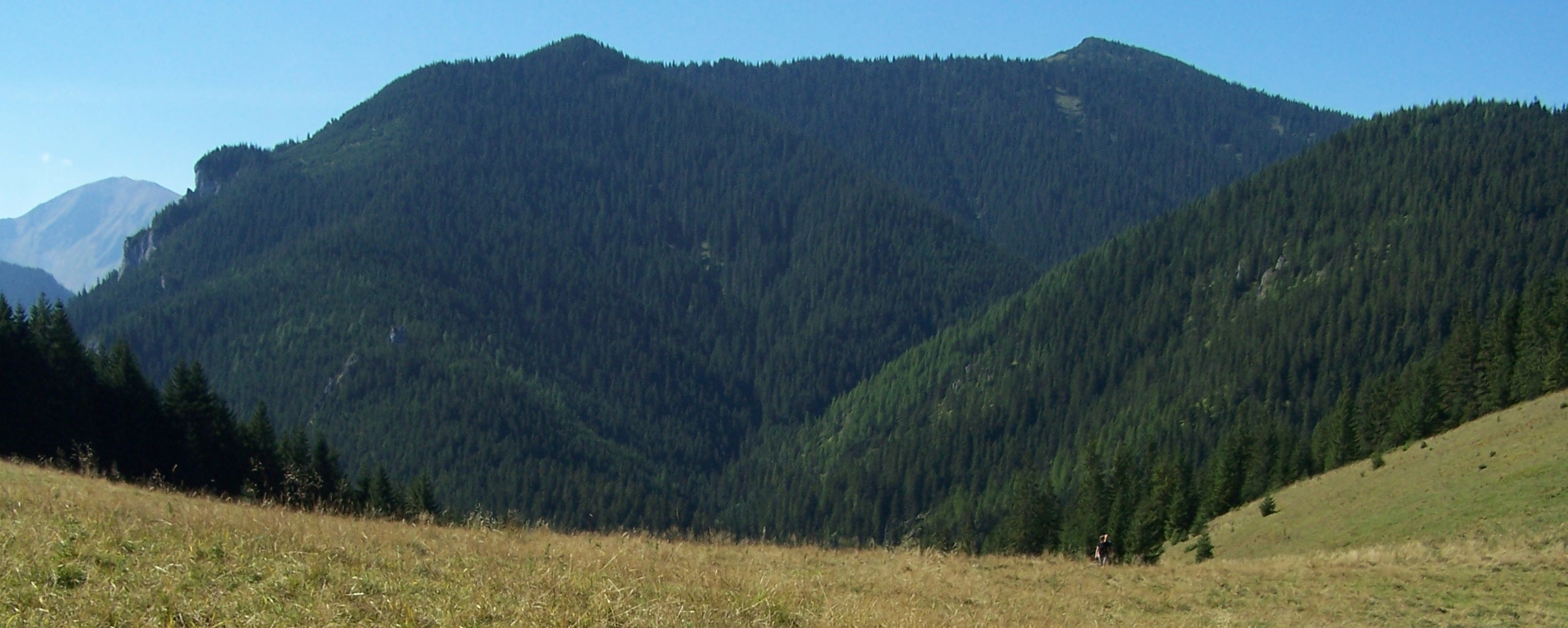
Blick von der Alm Polana Jamy, Gipfel rechts im Bild